# Like mother, like daughter
Like mother, like daughter es el 28° episodio de la serie de televisión estadounidense Gilmore Girls.

## Resumen del episodio
Una profesora de Chilton le dice a Rory que no debe ser tan solitaria y debe participar más e interactuar con los demás alumnos, así que ella al día siguiente empieza su tarea de socialización y se sienta en una mesa donde había muchas chicas, las cuales pertenecían a una sociedad secreta llamada las "Puffs", pero lo que Rory no sabía era que estaba llamada a ser una miembro de ese club. Paris se pone celosa pues también quería estar en dicho club, y le pide a Rory que hable muy bien de ella. En tanto, Lorelai debe también reunirse más con los padres, como se lo dijo el director, Charleston; así que ella se une a un grupo de padres que organizaba un desfile de modas, y Lorelai presta la posada Independence para tal evento. Las que harían de modelos debían ser las propias madres, y para horror de Lorelai, ella debía modelar junto con su madre, aunque luego de esa experiencia ambas la disfrutaron. Al final de la ceremonia, Lorelai ve a Luke conversando con una de las madres y le pregunta a Luke por la mujer con que habló en la posada, y él responde que solo le estaba dando una dirección. Finalmente, las "Puffs" irrumpen una noche en la oficina de Charleston, y él las reprende, y Rory le responde que solo hacía su tarea de socialización.

## Curiosidades
- Al encontrarse las chicas en la casa luego de la escuela (el día de la reunión de la madre con el director) Lorelai le pide una gaseosa, por lo que Rory trae del refrigerador una lata de dietética y la coloca en la mesa, de manera que hasta se ve la marca (11:54). Sin embargo, mientras están hablando la lata desaparece instantáneamente (en un cambio de cámaras), para reaparecer de la nada en los últimos momentos de la conversación (13:15).
- Cuando las "Puffs" llevan a Rory a la dirección, ésta se encuentra en el medio del corredor, mientras que anteriormente estaba al final.

- Datos: Q11689155

,